# Нафія Сарайлич
Нафія Сарайлич (уроджена Хаджикарич; босн. Nafija Sarajlić; 3 жовтня 1893 року — 15 січня 1970 року) — перша жінка — боснійська письменниця- прозаїк..

## Біографія
Нафія Сарайлич народилась 3 жовтня 1893 року в Сараєво, Боснія і Герцеговина, в боснійській родині майстрів. Вона була однією з восьми дітей — трьома синами та п'ятьма дочками. Її батько, Авдія Хаджикаріч, багато часу приділяв вихованню і синів, і дочок — незвичний вчинок серед мусульман у 19 столітті. Його п'ять дочок здобули освіту в Сараєво, щоб стати вчительками. Доводилось виконувати домашнє завдання при світлі жирових свічок і щодня ходити до школи. Нафія отримала освіту і три роки працювала вчителькою початкових класів.
У 17 років Нафія Хаджикарич вийшла заміж за письменника Шемсудіна Сарайлича. У них народилося п'ятеро дітей: Халіда (1912 р.н.), Галід (1914 р.н.), Джемал (1918 р.н.), Абдурахман (1920 р.н.) і Недвета (1925 р.н.). Їх старша дочка Галіда померла у 1918 році у віці шести років. Шлюб не перервав її захоплення освітою і змусив молоду жінку почати писати оповідання. Після смерті найстаршої дитини Сарайлич більше ніколи не писала і відійшла від громадського життя.
Нафія стала вдовою після 50 років шлюбу в 1960 році. Сарайлич померла 15 січня 1970 року в Сараєво. Незабаром після її смерті письменник Алія Ісакович сказав: «Вона померла тихо, як і жила. Ніхто, крім невеликої кількості друзів і шанувальників, не знав, що перший прозаїк серед мусульманських жінок помер».

## Творча діяльність
Перед Першою світовою війною Сарайліч почала публікувати свої короткі історії, які вона називала, теми. Її перша історія «Rastanak» була опублікована в журналі «Земан», заснованому в Мостарі в 1912 році. Вона написала 23 оповідання, опублікованих між 1912 і 1918 роками. Інші новели були опубліковані в журналі Biser за підтримки редактора Муси Цазіма Цатича.
Сарайлич, як єдиний представник боснійської літератури в період Австро-Угорщини, відповідала літературним тенденціям того періоду, хоча пробула в літературному світі дуже короткий термін. Вона видала збірку оповідань до і під час Першої світової війни. Сама література в цей період намагалася європеїзувати боснійську культуру та її народ відповідно до духу нового часу.
Її твори охоплювали різні теми та соціальні проблеми того часу: переміщення боснійців під час Першої світової війни, забобони, бідність та соціальну відсталість.
У 1978 році письменник Муріс Ідрізовіч зауважив, що її оповіді «виглядають як живі спостереження» і сказав, що Сарайліч була «спостерігачем життя, аналітиком».